# Clostridium
Clostridium je rod bakterií volně žijících hlavně v mírně kyselých půdách. Zahrnuje anaerobní, sporulující, mezofilní, G+ tyčinkovité bakterie o průměrných rozměrech 1 x 8 μm.

## Morfologie
Bakterie mají tvar velkých tyčinek, širších než 0,5 μm. Robustnější formy jsou široké i 2 μm. Délka je u některých druhů až 30 μm (Clostridium septicum). Jsou pohyblivé, mají bičíky uložené kolem celé buňky (tzv. peritrichia). Charakteristická je tvorba endospor, které jsou oválné i kulaté a vyklenující se z buňky. Říká se, že spora "bubří tyčinku".

## Výskyt
Výskyt Clostridií je hojný v půdách, kde se podílí na hnilobných procesech. Dále je nacházíme ve vodách, při kontrole čistoty pitné vody je výskyt těchto bakterií mezní hodnotou. Také v prachu a někdy kontaminují potraviny. Clostridium se též minoritně vyskytuje jako epifytní mikroflóra na rostlinách, kde produkuje kyselinu máselnou. Clostridium se též vyskytuje jako amylolytická bakterie v bachoru a je součástí střevní mikroflóry i u jiných živočichů.

## Růst a metabolismus
Pro růst každé bakterie je důležitý redoxní potenciál prostředí, ten zodpovídá mj. za správnou funkci enzymatických dějů, resp. oxido-redukčních procesů v buňce. Pro Clostridie je typický růst v prostředí o nízkém redoxním potenciálu. Bakterie mají bohatou enzymatickou výbavu, která umožňuje kvasit sacharidy za tvorby široké škály produktů. Rod Clostridium také Fixuje vzdušný dusík, dovedou rozkládat bílkoviny a energii získávat máselným kvašením, toho se využívá při průmyslové produkci kyseliny máselné. Některé druhy jsou schopny využít jako zdroj energie puriny a pyrimidiny. Mezi další neméně důležité enzymy patří superoxiddismutasa, peroxidasa a katalasa, které neutralizují kyslíkové radikály a jiné škodliviny vzniklé oxidačními procesy za přítomnosti kyslíku. Proto jsou tyto bakterie schopny přežít i v prostředí kyslíkem obohaceným, nikoliv přílišně. Přežití je pouze dočasné, po delší době bakterie mohou zanikat, neboť účinnost těchto enzymů je oproti typicky aerobním bakteriím výrazně nižší. Růst Clostridií je proto výhodný pouze v anaerobním prostředí. I pro klíčení spor je nutné prostředí bez kyslíku.

## Patogenita
Bakterie také produkují toxiny. Jen několik málo druhů je schopno tvořit toxiny smrtelně nebezpečné pro člověka i jiná zvířata. Mezi ně patří botulotoxin, tetanický toxin. Mezi nejčastější postižení těmito toxiny patří neurotoxikózy, sepse, nekrotizující infekce měkkých tkání a enterotoxikózy.

## Významnější druhy
- Clostridium acetobutylicum
- Clostridium baratii
- Clostridium butyricum
- Clostridium botulinum
- Clostridium cellobioparum
- Clostridium difficile
- Clostridium fallax
- Clostridium histolyticum
- Clostridium novyi
- Clostridium pasteurianum
- Clostridium perfringens
- Clostridium ramosum
- Clostridium sacharolyticum
- Clostridium septicum
- Clostridium sordellii
- Clostridium sporogenes
- Clostridium tertium
- Clostridium tetani
- Clostridium thermocellum